# Neckera complanata
Espèce
Neckera complanata est une espèce de mousses de la famille des Neckeraceae.

## Répartition
L'espèce est présente sur toute l'Europe, et a été signalée sur les autres continents.

## Systématique
Le nom scientifique complet (avec auteur) de ce taxon est Neckera complanata (Hedw.) Huebener, 1833.

### Synonymes
Neckera complanata a pour synonymes :
- Eleutera ornithopodioides Stuntz
- Rhystophyllum ornithopodioides (Stuntz) E.Britton

### Variétés
Liste des variétés selon GBIF (25 décembre 2021) :
- Neckera complanata var. complanata
- Neckera complanata var. rabenhorstii (Warnst.) Podp.
- Neckera complanata var. vulgaris (Boulay) Hérib.